# Syryjski Ruch Oporu

Flaga Syryjskiego Ruchu Oporu

Syryjski Ruch Oporu (arab. ‏المقاومة السورية‎) – organizacja zbrojna aktywna w trakcie wojny domowej w Syrii.

Insygnia używana przez bojowników organizacji

## Historia i działalność
Ruch sformowany został w 2011 roku jako Ludowy Front Wyzwolenia İskenderunu. Jego pierwotnym celem było odłączenia prowincji Hatay od Turcji i włączenia jej w skład Syryjskiej Republiki Arabskiej. Po wybuchu syryjskiej wojny domowej Ludowy Front Wyzwolenia İskenderunu przekształcił się w Syryjski Ruch Oporu i zaczął pełnić funkcję milicji zwolenników prezydenta Baszszara al-Asada. 
Członkami milicji są głównie alawici i szyici. Liderem formacji jest Mihrac Ural – pochodzący z Turcji alawita z syryjskim obywatelstwem. 
Turecki rząd podejrzewa Syryjski Ruch Oporu o udział w przeprowadzeniu zamachu w Reyhanlı w maju 2013 roku.

## Ideologia
Pod względem ideowym grupa bliska jest marksizmowi-leninizmowi i nacjonalizmowi syryjskiemu. Pierwotnym celem organizacji było włączenie  do Syrii zdominowanej przez alawitów tureckiej prowincji Hatay. Po wybuchu wojny domowej w Syrii grupa pełni funkcję milicji działającej na rzecz utrzymania rządów al-Asada i partii Baas.